# Tariq Kirksay
Tariq Kirksay (Bronx, Nova York, Estats Units, el 7 de setembre de 1979) és un basquetbolista estatunidenc nacionalitzat francès que mesura 1,99 metres i juga a la posició d'aler. Ha estat internacional amb la Selecció de bàsquet de França. El 3 de setembre de 2013 va arribar a un acord amb el FIATC Joventut per jugar-hi les dues temporades següents.

## Equips
- 1996-1997: IONA (NCAA)
- 1997-1998: IONA (NCAA)
- 1998-1999: IONA (NCAA)
- 1999-2000: IONA (NCAA)
- 2000-2001: Andino La Rioja ( Argentina)
- 2001: Long Island Surf ( Estats Units)
- 2001: Bravos de Portuguesa ( Veneçuela)
- Nov. 2001: BC Besançon ( França)
- 2002-2003: Rueil ( França)
- 2003-2004: JL Bourg-en-Bresse (LNB)
- 2004-2005: SLUC Nancy (LNB)
- 2005-2006: SLUC Nancy (LNB)
- 2006-2007: SLUC Nancy (LNB i Eurocup)
- 2007-2008: Unics Kazan (Superlliga i Eurocup)
- 2008-2009: Unics Kazan (Superlliga i Eurocup)
- 2009-2010: Cajasol Sevilla (ACB)
- 2010-2011: Cajasol Sevilla (ACB i Eurocup)
- 2011-2012: Fabi Shoes Montegranaro (LEGA). Abandona l'equip al febrer.
- Feb. 2012: Estudiantes (ACB)
- 2012-2013: Estudiantes (ACB)
- 2013-2014: FIATC Joventut (ACB)